# 최희선
최희선(1980년 2월 5일 ~ )는 대한민국의 희극 배우이다.

## 출연작

### 방송
- 《개그콘서트》 (KBS)
- 《스포츠 매거진》 (MBC)